# Mỹ Cẩm
Mỹ Cẩm là một xã cũ thuộc huyện Càng Long, tỉnh Trà Vinh, Việt Nam.

## Địa lý
Xã Mỹ Cẩm nằm ở phía tây nam huyện Càng Long, cách trung tâm huyện 5 km, cách thị trấn Càng Long 6 km theo Hương Lộ 31 nối liền Quốc lộ 53, có vị trí địa lý:
- Phía đông giáp thị trấn Càng Long
- Phía tây và phía bắc giáp tỉnh Vĩnh Long
- Phía nam giáp xã An Trường và xã An Trường A.

Xã Mỹ Cẩm có diện tích 34,74 km², dân số năm 2019 là 10.775 người, mật độ dân số đạt 310 người/km².
Xã Mỹ Cẩm nằm cặp vành đai thị trấn Càng Long – trung tâm chính trị văn hoá - xã hội của huyện. Hương lộ 31 nối liền Quốc lộ 53 tạo điều kiện thuận lợi cho xã giao lưu phát triển kinh tế - văn hoá – xã hội với các xã, thị trấn trong huyện và bên ngoài.

## Hành chính
Xã Mỹ Cẩm được chia thành 8 ấp: Số 1, Số 2, Số 3, Số 4, Số 5, Số 6, Số 7, Số 8.

## Lịch sử
Sau năm 1975, Mỹ Cẩm là một xã thuộc huyện Càng Long.
Ngày 3 tháng 10 năm 1996, Chính phủ ban hành Nghị định 57/1996/NĐ-CP về việc thành lập thị trấn Càng Long trên cơ sở điều chỉnh một phần diện tích và dân số của xã Mỹ Cẩm.

## Kinh tế - xã hội
Tổng giá trị sản xuất toàn ngành đạt 253,9 tỷ đồng, đạt 100,37% so kế hoạch, so cùng kỳ tăng 10,9%. Trong đó:
- Giá trị nông nghiệp 126 tỷ đồng, đạt 100,07% so kế hoạch, so cùng kỳ tăng 2,43%;
- Giá trị thủy sản 10,5 tỷ đồng, đạt 102,53% so kế hoạch, so cùng kỳ tăng 6,06%;
- Giá trị công nghiệp – tiểu thủ công nghiệp 12,3 tỷ đồng, đạt 102,5% so kế hoạch, so cùng kỳ tăng 10,8%;
- Giá trị xây dựng 53 tỷ đồng, đạt 101,92% so kế hoạch, so cùng kỳ tăng 22,6%;
- Giá trị dịch vụ 52,1 tỷ đồng, đạt 100,77% so kế hoạch, so cùng kỳ tăng 24,9%.

Thu nhập bình quân đầu người 37,1 triệu đồng/người/năm, đạt 100,2% kế hoạch, so năm 2016 tăng 12%.

### Giáo dục
Trên địa bàn xã hiện nay có 9 trường học:
- 1 trường THCS Mỹ Cẩm tại ấp Số 4.
- 4 điểm trường Tiểu học:
  - Trường TH Mỹ Cẩm điểm ấp số 3
  - Trường TH Mỹ Cẩm điểm ấp số 4
  - Trường TH Mỹ Cẩm điểm ấp số 2
  - Trường TH Mỹ Cẩm điểm ấp số 6.
- 4 điểm trường Mẫu giáo:
  - Trường MG Tuổi Hồng điểm ấp số 2
  - Trường MG Tuổi Hồng điểm ấp số 3
  - Trường MG Tuổi Hồng điểm ấp số 4
  - Trường MG Tuổi Hồng điểm ấp số 6.[1]

### Y tế
Xã có 1 trạm y tế đặt tại ấp số 4 là Trạm Y Tế Xã Mỹ Cẩm.

## Giao thông

### Giao thông bộ
Trên địa bàn xã Mỹ Cẩm có tuyến giao thông lớn là Hương lộ 31 nối liền Quốc lộ 53 tạo điều kiện thuận lợi cho xã giao lưu phát triển kinh tế - văn hoá – xã hội với các xã, thị trấn trong huyện và bên ngoài. Ngoài ra trên địa bàn toàn xã còn có các tuyến giao thông nông thôn 08/08 ấp đều được bê tông hóa đảm bảo xe 2 bánh lưu thông đến trung tâm xã dễ dàng trong cả hai mùa mưa nắng.
Hệ thống giao thông của xã thời gian qua tuy đã phát triển, nhưng trong tương lai cần đầu tư mạnh để phát triển hệ thống giao thông đảm bảo phục vụ cho nhân dân lưu thông và vận chuyển hàng hoá ngày càng tăng.

### Giao thông thủy
Xã Mỹ Cẩm có hệ thống mạng lưới sông ngòi và kênh dày đặc thuận lợi cho việc phát triển nông nghiệp, và nuôi trồng thủy sản.